# Odeon, Aman
Odeon je majhno 500-sedežno gledališče v Amanu v Jordaniji. Stoji ob velikem rimskem gledališču, ki je na južni strani Hashemite Plaza, medtem ko Odeon stoji na vzhodni strani Plaza.

## Opis
Velikost tribune je 38 m. Skena je imela troje vrat. Je samostojna masivna zidana zgradba.
Arheologi domnevajo, da je bil Odeon najverjetneje zaprt z začasnim lesenim nadstreškom, ki je občinstvo ščitil pred vremenskimi vplivi.

## Zgodovina
Stavba je rimski odeon, zgrajen v 2. stoletju n. št., hkrati z rimskim gledališčem ob njem.
Odeon je bil pred kratkim obnovljen skupaj z bližnjim vodnjakom Nimfejem.

## Uporaba danes
Odeon se danes uporablja za koncerte, najbolj priljubljen pa je vsakoletni glasbeni festival Al-Balad.